# Kyonemichthys rumengani
Kyonemichthys rumengani — вид риб родини іглицевих (Syngnathidae).

## Поширення
Вид поширений в Індійському та на заході Тихого океану. Kyonemichthys rumengani відомий з островів Хамата (Червоне море, Єгипет), островів Семпорна в Малайзії, острова Хальмахера, провінції Західне Папуа та моря Флорес в Індонезії і затоки Мілн в Папуа Новій Гвінеї. Його також було помічено на Мальдівах, Філіппінах, Рюкю і Фіджі. Мешкає на мілководних прибережних рифах на глибині 15-20 м над рівнем моря.

## Опис
Дрібна риба, завдожки до 2,7 см. За зовнішнім виглядом риба нагадує представників родів Acentronura, Amphelikturus і Idiotropiscis, але має коротший круп із дев'ятьма кільцями на тулубі (порівняно з 11–15) і довший хвіст із 51 хвостовим кільцем (порівняно з 37–46). Спинний плавець знаходиться далі назад і прикріплюється лише до восьмого кільця хвоста.